# Osiedle Wanda
Osiedle Wanda (niem.Fuchsberg) – osiedle mieszkaniowe położone na zboczu Lisiego Wzgórza, w południowej części Wałbrzycha, pomiędzy Białym Kamieniem a centrum miasta.
Pierwsze robotnicze budynki mieszkalne osiedla powstały w latach 1904–1910 wzdłuż drogi zwanej przed wojną Fuchsberg (obecnie ulica Mikołaja Reja). Począwszy od lat 80. zaczęto rozbudowywać osiedle o zabudowę szeregową, domki jednorodzinne, domki bliźniacze. Wytyczono ulice: Smoczą, Szewską i ul. Kraka, nawiązujące tematycznie do przekazów o władcy Wiślan – Kraku. 15 grudnia 2022 nadano nowo powstałej drodze, pomiędzy ulicami Kraka a Szewską, nazwę Osiedle Wandy.
Nazwa osiedla pochodzi od nazwy szybu Wanda (niem. Bismarck), będącego do połowy lat 90. wentylacyjnym szybem kopalni kopalni Julia (Thorez), który znajdował się w pobliżu.
Nazwa „Osiedle Wanda” była zamieszczana na planach Wałbrzycha w latach 80., podobnie jak nazwy innych dzielnic i osiedli. Czasem też zwyczajowo zwane jest Lisią Górą/Wzgórzem, bezpośrednio nawiązując do niemieckiej nazwy osiedla.